# Miro Little
Miro Little (Tampere, 30 de mayo de 2004) es un baloncestista finlandés. Con 1,93 metros de altura, juega habitualmente en la posición de base. Actualmente integra la plantilla de los Baylor Bears de la Big 12 Conference de la División I de la NCAA de los Estados Unidos. Ha representado a Finlandia a nivel internacional. 

## Trayectoria
Hijo del estadounidense La Trice Little y de la finlandesa Kati Packalén -ambos exbaloncestistas-, comenzó a practicar baloncesto en la academia del Tampereen Pyrintö.
En 2019 se unió al HBA-Marsky, un equipo auspiciado por la Federación Finlandesa de Baloncesto y destinado al desarrollo de talentos nacionales. Allí comenzó a jugar en el campeonato local de segunda división.
Dejó su país en 2022 para inscribirse en la Sunrise Christian Academy de Wichita, Kansas, con la intención de jugar allí durante un año para recibir ofertas de equipos universitarios estadounidenses. Finalmente fue reclutado por la Universidad de Baylor, incorporándose a los Bears, el equipo de baloncesto de la institución que compite en los torneos de la Big 12 Conference de la División I de la NCAA.

## Selección nacional
Little jugó en la División B del Eurobasket Sub-16 de 2019 y del Eurobasket Sub-18 de 2022 representando a Finlandia. 
Con la selección absoluta debutó el 25 de febrero de 2022 en un partido ante la selección de Eslovenia. Posteriormente disputó el Eurobasket 2022, la Copa Mundial de Baloncesto de 2023 y el Torneo Preolímpico FIBA 2024.